# Уильямс, Рекс
Рекс Уи́льямс BEM (англ. Rex Williams; род. 20 июля 1933, Хейлсовен, Уэст-Мидлендс) — английский бывший профессиональный игрок в снукер и английский бильярд. Уильямс родился в 1933 году в городе Стоурбридж, Англия. Является семикратным чемпионом мира по английскому бильярду и двукратным финалистом чемпионата мира по снукеру. Член Зала славы снукера с 2016 года.

## Карьера

### Ранняя карьера
Рекс был отличным юниором как в снукере, так и в бильярде. В возрасте 15 лет он стал чемпионом Англии «Under-16» в обеих играх, а на следующий год повторил этот успех. Он дважды (1949 и 1950 гг.) становился победителем национального первенства среди игроков младше 19 лет, а в 1950-м завоевал это же звание в снукере. Последней победой Уильямса в качестве непрофессионала стал выигрыш чемпионата Англии по снукеру среди любителей, причём этот титул он взял всего-то в 17 лет. А на следующий год Рекс перешёл в профессионалы. Его лучшая игра проходила во времена упадка обоих видов бильярда, и он являлся одним из горстки профессионалов, которые играли выставочные турниры ради заработков.

### Профессиональная карьера
Уильямс начал выступать на чемпионате мира по снукеру с 1952 года и, как ни странно, пять раз подряд проигрывал в первом раунде. Затем первенства перестали проводиться, и лишь когда с помощью самого Рекса в 1964 турнир возродился в формате челленджа, его дела пошли в гору. Он занимал второе место на чемпионате в 1964 и 1965 годах, однако в обоих случаях Джон Пульман оказывался сильнее его.
Рекс Уильямс стал вторым снукеристом после Джо Дэвиса, которому удавалось сделать максимальный брейк. Произошло это на показательном матче в Кейптауне, в декабре 1966 года.
В 1968-м Рекс был ответственным за возрождение всемирной ассоциации бильярда. Он возвратил её, переименовав в World Professional Billiards & Snooker Association (WPBSA), и, как результат, спустя некоторое время возвратился и чемпионат мира по английскому бильярду. Теперь он проводился, как и ЧМ по снукеру, по системе матчей на выбывание.
Талант Рекса Уильямса больше ощущался именно в английском бильярде, поэтому он и побеждал на первенстве мира целых семь раз. Но он продолжал играть и в снукер, и в 1986 году Рекс стал самым старым финалистом рейтингового турнира, когда проиграл Джимми Уайту в финале Rothmans Grand Prix. Но ему же принадлежит и один из антирекордов: англичанин 8 раз подряд уступал своим соперникам в первом круге снукерного чемпионата мира.
Уильямс был заинтересован в делах администрации WPBSA и поэтому был её председателем 1968 по 1987, а затем с 1997 по 1999. В 1980-х годах он также комментировал матчи на каналах BBC и ITV. В 1995 году завершил профессиональную карьеру.
В 2025 году Рекс Уильямс после смерти Рэя Риардона стал самым долгоживущим снукеристом в истории.

## Достижения в карьере
- Чемпионат мира по английскому бильярду победитель — 1968, 1971, 1973—1974, 1976, 1982—1983
- Чемпионат мира по английскому бильярду финалист — 1980 (дважды)
- Чемпионат мира по снукеру финалист — 1964, 1965
- Чемпионат Великобритании по английскому бильярду победитель — 1979, 1983
- Rothmans Grand Prix финалист — 1986